# Trimeresurus trigonocephalus
Trimeresurus trigonocephalus är en ormart som beskrevs av Latreille 1801. Trimeresurus trigonocephalus ingår i släktet palmhuggormar, och familjen huggormar. Inga underarter finns listade i Catalogue of Life.
Arten förekommer på Sri Lanka i låglandet och i bergstrakter upp till 1000 meter över havet.